# Lake Lanagan
Lake Lanagan ist ein Salzsee westlich der Tanamiwüste im australischen Bundesstaat Western Australia.
Der See ist 9,5 Kilometer lang, 5,6 Kilometer breit und liegt auf 267 Metern über dem Meeresspiegel.